# Ivensia uncinata
Ivensia uncinata är en insektsart som beskrevs av Bolívar, I. 1890. Ivensia uncinata ingår i släktet Ivensia och familjen vårtbitare. Inga underarter finns listade i Catalogue of Life.